# Union County (Ohio)
Union County ist ein County im Bundesstaat Ohio der Vereinigten Staaten. Der Verwaltungssitz (County Seat) ist Marysville.

## Geographie
Das County liegt etwas östlich des geographischen Zentrums von Ohio und hat eine Fläche von 1132 Quadratkilometern, wovon ein Quadratkilometer Wasserfläche ist. Es grenzt im Uhrzeigersinn an folgende Countys: Marion County, Delaware County, Franklin County, Madison County, Champaign County, Logan County und Hardin County.

## Geschichte
Union County wurde am 10. Januar 1820 aus Teilen des Delaware-, Franklin-. Logan- und Madison County gebildet. Benannt wurde es nach seiner Formation, das es vier Teile verschiedener Countys in sich vereinigte.
Sieben Bauwerke und Stätten des Countys sind im National Register of Historic Places eingetragen (Stand 19. Mai 2018).

## Demografische Daten

Alterspyramide des Union County

Nach der Volkszählung im Jahr 2000 lebten im Union County 40.909 Menschen in 14.346 Haushalten und 10.888 Familien. Die Bevölkerungsdichte betrug 36 Einwohner pro Quadratkilometer. Ethnisch betrachtet setzte sich die Bevölkerung zusammen aus 95,25 Prozent Weißen, 2,81 Prozent Afroamerikanern, 0,18 Prozent amerikanischen Ureinwohnern, 0,54 Prozent Asiaten, 0,02 Prozent Bewohnern aus dem pazifischen Inselraum und 0,22 Prozent aus anderen ethnischen Gruppen; 0,98 Prozent stammten von zwei oder mehr Ethnien ab. 0,76 Prozent der Bevölkerung waren spanischer oder lateinamerikanischer Abstammung.
Von den 14.346 Haushalten hatten 38,5 Prozent Kinder und Jugendliche unter 18 Jahre, die bei ihnen lebten. 64,4 Prozent waren verheiratete, zusammenlebende Paare, 8,0 Prozent waren allein erziehende Mütter, 24,1 Prozent waren keine Familien, 19,9 Prozent waren Singlehaushalte und in 7,3 Prozent lebten Menschen im Alter von 65 Jahren oder darüber. Die Durchschnittshaushaltsgröße betrug 2,70 und die durchschnittliche Familiengröße lag bei 3,11 Personen.
Auf das gesamte County bezogen setzte sich die Bevölkerung zusammen aus 27,6 Prozent Einwohnern unter 18 Jahren, 7,5 Prozent zwischen 18 und 24 Jahren, 34,0 Prozent zwischen 25 und 44 Jahren, 21,2 Prozent zwischen 45 und 64 Jahren und 9,6 Prozent waren 65 Jahre alt oder darüber. Das Durchschnittsalter betrug 34 Jahre. Auf 100 weibliche Personen kamen 91,5 männliche Personen. Auf 100 Frauen im Alter von 18 Jahren oder darüber kamen statistisch 85,8 Männer.
Das jährliche Durchschnittseinkommen eines Haushalts betrug 51.743 USD, das Durchschnittseinkommen der Familien betrug 58.384 USD. Männer hatten ein Durchschnittseinkommen von 40.910 USD, Frauen 27.405 USD. Das Prokopfeinkommen betrug 20.577 USD. 3,6 Prozent der Familien und 4,6 Prozent der Bevölkerung lebten unterhalb der Armutsgrenze. Davon waren 4,3 Prozent Kinder oder Jugendliche unter 18 Jahre und 7,8 Prozent waren Menschen über 65 Jahre.